# Gorzupia (województwo lubuskie)
Gorzupia (niem. Gladisgorpe) – wieś w Polsce położona w województwie lubuskim, w powiecie żagańskim, w gminie Żagań.
W latach 1975–1998 miejscowość administracyjnie należała do województwa zielonogórskiego.